# Naranjo de Tziritzícuaro
Naranjo de Tziritzícuaro är en ort i Mexiko.   Den ligger i kommunen La Huacana och delstaten Michoacán de Ocampo, i den södra delen av landet, 300 km väster om huvudstaden Mexico City. Naranjo de Tziritzícuaro ligger 477 meter över havet och antalet invånare är 228.
Terrängen runt Naranjo de Tziritzícuaro är lite kuperad. Runt Naranjo de Tziritzícuaro är det glesbefolkat, med 16 invånare per kvadratkilometer. Närmaste större samhälle är Nueva Italia de Ruiz, 11,4 km väster om Naranjo de Tziritzícuaro. I omgivningarna runt Naranjo de Tziritzícuaro växer huvudsakligen savannskog.